# Mikail Özerler
Mikail Özerler –nacido como Mihael Žgank– (Celje, 1 de febrero de 1994) es un deportista esloveno que compite en judo (desde 2018 participa bajo la nacionalidad turca).
Ganó una medalla de plata en el Campeonato Mundial de Judo de 2017, y dos medallas en el Campeonato Europeo de Judo, en los años 2019 y 2023. En los Juegos Europeos de Minsk 2019 obtuvo una medalla de oro en la categoría de –90 kg.
Participó en dos Juegos Olímpicos de Verano, ocupando el decimoséptimo lugar en Río de Janeiro 2016 y el quinto en Tokio 2020, en la categoría de –90 kg.

## Palmarés internacional
| Representando a Eslovenia |                       |                   |           |
| Campeonato Mundial        |                       |                   |           |
| Año                       | Lugar                 | Medalla           | Categoría |
| 2017                      | Budapest (Hungría)    | Medalla de plata  | –90 kg    |
| Representando a Turquía   |                       |                   |           |
| Juegos Europeos           |                       |                   |           |
| Año                       | Lugar                 | Medalla           | Categoría |
| 2019                      | Minsk (Bielorrusia)   | Medalla de oro    | –90 kg    |
| Campeonato Europeo        |                       |                   |           |
| Año                       | Lugar                 | Medalla           | Categoría |
| 2019                      | Minsk (Bielorrusia)   | Medalla de oro    | –90 kg    |
| 2023                      | Montpellier (Francia) | Medalla de bronce | –90 kg    |